# Audience captive

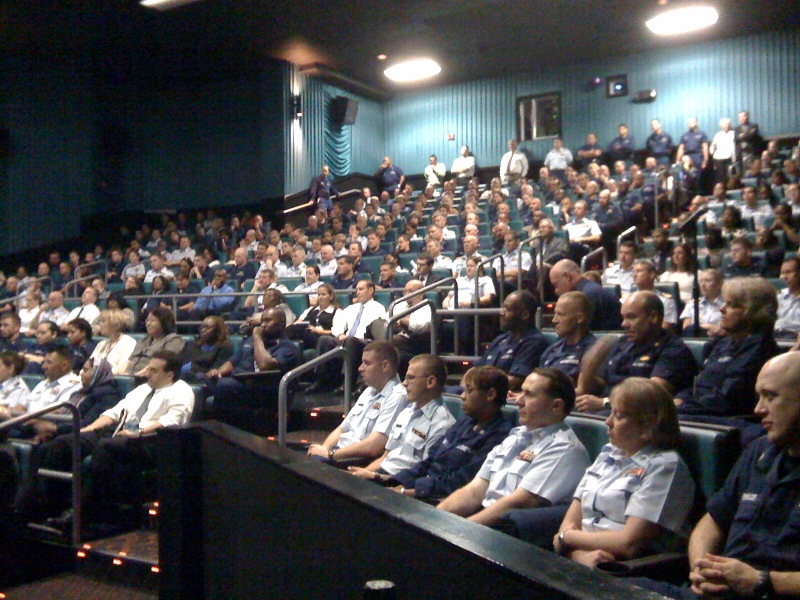
Les spectateurs d'une salle de cinéma, une audience captive.

Une audience captive est une audience qui ne peut que très difficilement échapper à l'exposition à un média, que ce soit pour des raisons écologiques ou socioculturelles. Ainsi, les personnes exposées à un écran publicitaire dans une file d'attente constituent une audience captive, car ils ne peuvent se soustraire au message diffusé sans renoncer à atteindre le comptoir où ils espèrent être servis.
L'exemple type d'audience captive est constitué par les spectateurs d'une séance de cinéma pendant la séance publicitaire précédent la projection du film. D'autres exemples caractéristiques sont l'intérieur des ascenseurs, des autobus ou des taxis.